# Сумійосі Дзьокей
Сумійосі Дзьокей (1599 — 18 липня 1670) — японський художник періоду Едо. Засновник школи Сумійосі.

## Життєпис
За однією версією, був молодшим сином художника Тоса Міцуйосі, голови школи Тоса, за другою — лише його учнем, якого всиновив Міцуйосі. Народився у 1599 році в Сакаї (поблизу Осаки). Відомий спочатку як Тоса Хіроміті. У 1630-х роках спільно або невдовзі після Тоса Міцунорі перебрався до Кіото, де працював у школі Тоса.
1661 року вирушив до Едо, де розташовувалося бакуфу сьогунату Токугава, для виконання імператорського замовлення. Після завершення робіт залишився в Едо. Від імператора Ґо-Сая отримав дозвіл на зміну прізвища на Сумійосі. Відтоді підписувався як Сумійосі Хіроміті. Згодом став буддистським ченцем під ім'ям Дзьокей. Отримав від сьогунів почесні титули хоккьо і хоген. Помер 1670 року в Едо.

## Творчість

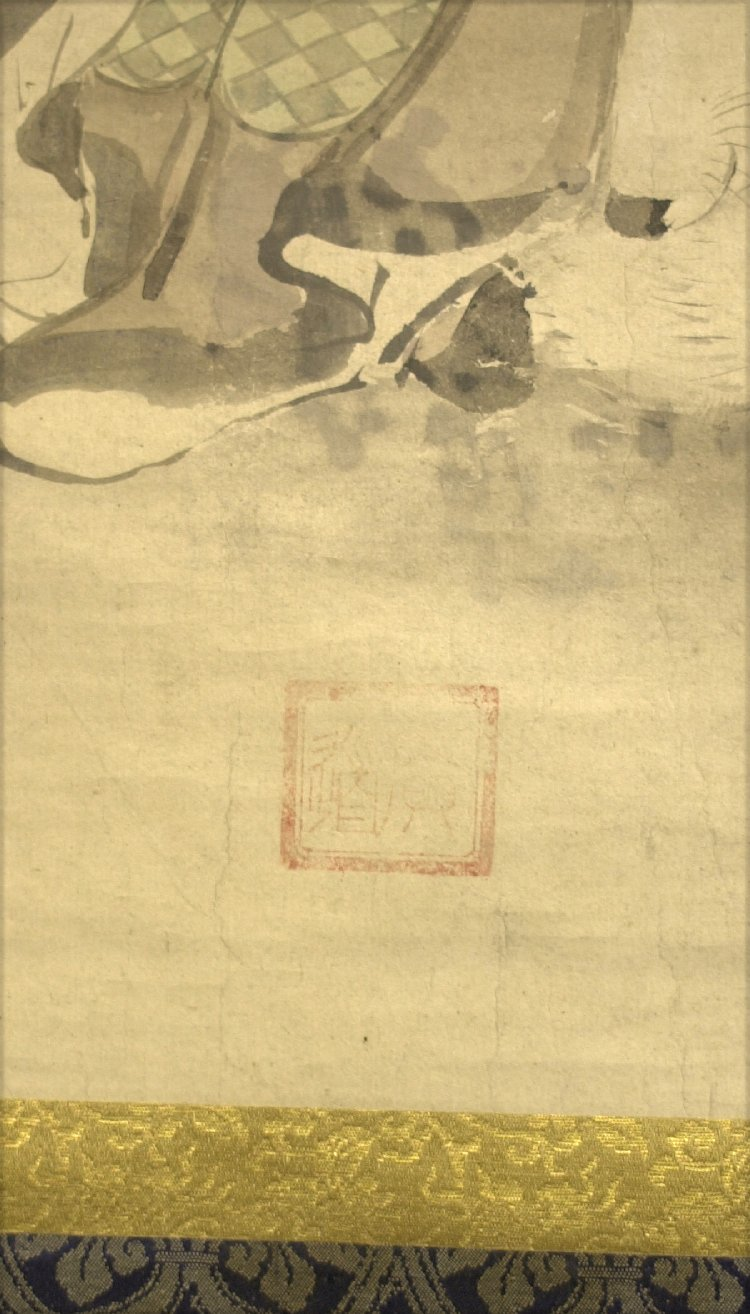
Печатка Мумійосі

Спочатку виконував роботи у стилі школи Тоса. Перша відома робота відноситься до 1625 року. Після переїзду до Едо намагався поєднати в своїх картинах стилі Тоса і Кано. Відомим роботами є Неню-гюдзіі-емакі (сувій з описом щорічних релігійних свят), що зберігся в копії; «Ескізи хризантем», ілюстрації до «Ісе моноґатарі», «Ґендзі моноґатарі» і «Історії Тосьогю».